# Zhangtuo Xiang
Zhangtuo Xiang (kinesiska: 章驮, 章驮乡) är en socken i Kina. Den ligger i provinsen Yunnan, i den sydvästra delen av landet, omkring 300 kilometer sydväst om provinshuvudstaden Kunming. Antalet invånare är 20 282. Befolkningen består av 9 519 kvinnor och 10 763 män. Barn under 15 år utgör 25,0 %, vuxna 15-64 år 67 %, och äldre över 65 år 7,0 %.
Genomsnittlig årsnederbörd är 1 293 millimeter. Den regnigaste månaden är juli, med i genomsnitt 351 mm nederbörd, och den torraste är februari, med 8 mm nederbörd.